# Harvest Moon: Friends of Mineral Town
Harvest Moon: Friends of Mineral Town är ett spel till Game Boy Advance som släpptes i Europa den 5 mars 2004. Spelets ursprung är Japan, där det släpptes den 18 april 2003, och innan spelet nådde Europa släpptes det i Nordamerika den 12 november samma år.
Spelet är en modernisering av spelet Harvest Moon: Back to Nature till PlayStation.

## Innehåll
Spelet inleds med att spelets huvudperson ärver en bondgård då en gammal vän har dött. Då denna bondgård är förfallen, måste han rusta upp den, och eftersom han är ny i staden måste han även bygga upp en bra relation till byborna i grannskapet. Bland byborna finns fem potentiella fruar, som spelaren kan välja att förföra. Detta görs genom gåvor och deltagande i festivaler.

## Potentiella Äktenskap

### Karen
Karen är en alkoholiserad ung kvinna som ofta befinner sig på det lokala värdshuset som ägs av en annan potentiell fru, Anns, pappa. Hon jobbar dock ibland i den lokala mataffären som hennes föräldrar äger. En genväg till hennes hjärta är handel i mataffären.
Hennes födelsedag är höst den 15:e, och rival om hennes hjärta är hönsgårdsägarens son, Rick.

### Popuri
Popuri är en barnslig ung kvinna som inte drar sig för att leka med byns barn. Hon jobbar och bor på en hönsspecialiserad bondgård.
Hennes födelsedag är sommar den 3:e, och rival om hennes hjärta är sommargästen Kai.

### Ann
Ann är en så kallad pojkflicka som bor på värdshuset i byn som hennes pappa driver.
Hennes födelsedag är sommar den 17:e, och rival om hennes hjärta är den ensamme Cliff.

### Mary
Mary är byns bibliotekarie och befinner sig mestadels i biblioteket. Hon bor i en lokal som ligger vägg i vägg med biblioteket.
Rival om hennes hjärta är svartsmedslärlingen Gray.

### Elli
Elli är byns sjuksköterska som tillbringar sin fritid med att ta hand om sin mormor som hon även bor hos.
Rival om hennes hjärta är byns läkare, Doctor.